# Big Gay Out (Лондон)
Big Gay Out — захід з живою поп музикою, танцювальною вечіркою та ярмаркою з атракціонами для ЛГБТ-спільноти у Фінсбері-парку, Лондон. Захід проводився двічі, у 2004 році в рамках Лондонського гей-прайду та в 2005 році окремо від основної сцени Лондонського прайду. У 2006 році Big Gay Out нен проводився через святкування Європрайду, а третій захід, запланований на 2007 рік, так і не був проведений. Частина отриманого прибутку спрямовувалась на благодійні організації, включаючи Stonewall.

## Історія

### 2004
Перший музичний фестиваль Big Gay Out, який відбувся у парку Фінсбері, відбувся в рамках лондонських прайд заходів після параду. На заході виступали 45 артистів, включаючи Sugababes, Джамелія та Пітер Андре та понад 50 діджеїв. Захід також мав відкритий намет-кабаре для танцювальної сцени та пляжний бар.

### 2005
У 2005 році на Big Gay Out було багато відроджених гуртів і артистів, зокрема:
- McFly
- The Wurzels
- The Cuban Brothers
- Тері Волкер
- Blazin' Squad
- Do Me Bad Things
- Тоні Крісті
- Джеймі Ефраїм
- Пітер Андре
- Lemar
- Carnaval Collection
- Beverley Knight
- Sunset Strippers
- Bananarama
- The Porcelain Twinz
- Джені Фрост
- Killa Kela
- The Human League
- Electric Six
- Girls Aloud
- Frankie Goes to Hollywood
- Goldfrapp виступив у наметі Popstarz.
- Babyshambles мали з’явитися, але в останній момент відмовилися.

Також брали участь, учасники популярного шоу Playing It Straight, фіналісти Mr Gay UK 2005 року та Грем Нортон, представивши деякі сцени.